# Palojärvi (Gällivare socken, Lappland, 743704-172045)
Palojärvi är en sjö i Gällivare kommun i Lappland och ingår i Råneälvens huvudavrinningsområde.